# Mala vas, Gorišnica
Mala vas je naselje v Občini Gorišnica.